# Марс Патфайндър
Марс Патфайндър (на английски: Mars Pathfinder) е американска сонда, която е подготвена през 1996 г. от НАСА за изпращане до повърхността на Марс, на спускаем модул и колесен марсоход с обозначението „Соуджърнър“.
Марс Патфайндър е изстрелян на 4 декември 1996 г. на борда на ракета Делта II от военновъздушната база Кейп Канаверал във Флорида. Той достига повърхността на Марс на 4 юли 1997 г.
„Патфайндър“ има три научни инструмента, които позволяват изследването на геологията и повърхностната морфология на малките и огромни скални късове, геохимията на земята и скалите, магнитните и механическите свойства на почвата, различни изследвания на атмосферата и ротационната и орбитална динамика на Марс.
Това е вторият проект от програмата на НАСА „Дискавъри“, която има за цел изпращането на по-евтини космически апарати да изследват Слънчевата система. Мотото на програмата е „по-евтино, по-бързо и по-добро“, а програмата е силно поощрявана от тогавашния Аминистратор на НАСА Даниел Голдин. Мисията е ръководена от JPL, поделение на Калифорнийския технологичен институт отговорен за изследването на Марс от НАСА.
Тази мисия до Марс, освен че е първа от поредица мисии до планетата включващи марсоходи, е и най-важната от 1976 г. насам, когато Викинг се приземява на Червената планета. Това е и първата мисия, която изпраща марсоход до друга планета (СССР успешно изпраща луноходи на Луната през 70-те години, но мисията да изпрати марсоход до планетата от програма Марс се проваля).

## Цели на мисията
- да докаже, че разработването на космически апарати от типа „по-евтино, по-бързо и по-добро“ е възможно (три години разработка на цената от 150 млн. щ.д.)
- да докаже, че е възможно изпращането на научно оборудване до друга планета с проста система на цена 1/15 от цената на програма Викинг (за сравнение цялата програма Викинг е струвала 935 млн. щ.д. през 1976 г.,[3] което се равнява на 3,5 млрд. щ.д. през 1997 г.)
- да покаже задължението на НАСА към ниско-бюджетното планетарно излседване като завърши мисията за по-малко от 280 млн. щ.д., включително цената на ракетата-носител и операциите по време на самата мисия

## Научни експерименти
Марс Патфайндър извършва разнообразни изследвания на марсианската почва с помощта на три научни прибора. Спускаемият модул носи стереофотоапарат с пространствени филтри монтиран към телескопичен стълб (IMP), метеорологичен пакет (ASI/MET), който работи като марсианска метеорологична станция събираща информация за налягане, температура и сила на вятъра. Този прибор разполага също с три ветропоказателя монтирани на стълба на три различни височини, най-високият на около 1 m.
Марсоходът Соуджърнър носи рентгеноволъчев спектрометър за алфа частици (APXS), използван за анализ на компонентите на скалите и почвата. Оборудването му включва също два чернобели и един цветен фотоапарат. С тези научни прибори може да се изучава геологията на марсианската повърхност от само няколко милиметра до стотици метри, геохимията и еволюционната история на скалите, магнетичните и механичните свойства на почвата, както и магнетичните свойства на праховите частици, атмосферата и ротационната и орбитална динамика на планетата.
Трите навигационни фотоапарата на борда на марсохода са разположени по следния начин: двата чернобели 0,3 мегапикселови фотоапарата са разположени отпред заедно с пет лазерни проектора, които следят за опасности по пътя на марсохода докато той прави снимките. Третият цветен фотоапарат е разположен в задната част на Соуджърнър в близост до научния инструмент APXS като има възможността да се завърта на 90°. Този фотоапарат прави снимки в територията изследвана от APXS и заснема отпечатъците от марсохода по повърхността на планетата. Обективите на фотоапаратите са изградени от цинков селенид.
И трите фотоапарата са зарядно-свързани прибори произведени от Кодак и контролирани от бордовия процесор на марсохода.

### Научно оборудване на спускаемия модул Патфайндър
- стереофотоапарат на Патфайндър (IMP) (включва магнитометър и анемометър)
- атмосферни и метеорологични сензори (ASI/MET)

### Научно оборудване на марсохода Соуджърнър
- три фотоапарата (два чернобели отпред и един цветен отзад)
- лазерна система за засичане на опасности
- рентгеноволъчев спектрометър за алфа частици (APXS)
- колесно-абразивен експеримент
- Materials Adherence Experiment (MAE)
- акселерометъри

## Място на кацане
Мястото на кацане е долината Арес (по името на древногръцкия бог Арес, еквивалент на древноримския бог Марс) в северното полукълбо на Марс, едно от най-скалистите места на планетата. Учените избират това място, защото е относително безопасно за кацане, и защото съдържа разнообразни скални отлагания вследствие на катастрофално наводнение. След кацането на Марс Патфайндър, участъкът с координати 19° с. ш. 33° з. д. / 19.13° с. ш. 33.22° з. д. получава името „Паметник Карл Сейгън“ в чест на астронома с това име.

## Навлизане, спускане и кацане
Марс Патфайндър навлиза в марсианската атмосфера и каца на повърхността с помощта на иновативан система включваща въздушна обвивка, парашут, твърдогоривни ракети и въздушни възглавници за омекотяване на удара.
Спускаемият модул навлиза директно в атмосферата в ретроградна посока с хиперболична траектория със скорост 6,1 km/s като използва въздушна обвивка разработена при програма Викинг. Въздушната обвивка е съставена от заден капак и специален топлинен щит, който да забави скоростта на спускане до 370 m/s, след което се издува парашута, който допълнително забавя спускането до скорост 68 m/s. Бордовият компютър на спускаемия модул използва акселерометри за да определи времето на издуване на парашута. Двадесет секунди по-късно топлинният щит е освободен. След още двадесет секунди спускаемият модул се отделя и снижава от задния капак, като се държи за него на връзка с дължина 20 m. При височина 1,6 km над повърхността, с помощта на радар бордовият компютър определя височината и скоростта на спускане. Информацията се използва от компютъра за да изпълни прецизно следните събития при кацане.
Когато спускаемият модул е на височина 355 m от пъвърхността, въздушните възглавници се надуват за по-малко от секунда използвайки три студени твърдогоривни двигателя като газгенератори. Въздушните възглавници са изработени от 4 взаимносвързани многопластови торби от материала вектран, които обграждат спускаемия модул. Тъй като въздушните възглавници са проектирани за вертикални удари със скорост не по-голяма от 15 m/s, 3 твърдогоривни ретроракети са монтирани на задния капак намиращ се над спускаемия модул. Ракетите се възпламеняват на височина 98 m от повърхността. Бордовият компютър изчислява най-доброто време, в което да възпламени ракетите и да скъса връзката между задния капак и спускаемия модул и така скоростта на пускане да се намали до 0 m/s на разстояние 15 до 25 m от повърхността. На 2,3 секунди от възпламеняването на ретроракетите, на височина 21,5 m от марсианската повърхност връзката между задния капак и спускаемия модул е прекъсната и втория пада на повърхността. Ретроракетите отнасят задния капак и парашута на далеч от спускаемия модул. Спускаемия модул удря повърхността със скорост 14 m/s и прави няколко отскока след сблъсъка. Първият отскок е с височина 15,7 m, след което следват още поне 15 с по-ниска височина (записването на информацията от акселерометъра не е продължила до края на всички отскоци).
Целият процес на навлизане, спускане и кацане е завършен за 4 минути.
След като спускаемият модул спира да се търкаля, въздушните възглавници спадат и се прибират към модула с помощта на 4 лебедки прикачени към „венчелистчетата“ на модула. Марс Патфайндър е проектиран да се изправи от всяко разположение при кацането с помощта на „венчелистчетата“. 74 минути след кацане венчелистчеата са разгънати и с марсохода и слънчевите панели. Спускаемият модул каца в 2:56:55 местно марсианско време (16:56:55 UTC) на 4 юли 1997 г. Апаратът трябва да изчака до изгрев за да изпрати първите си снимки до Земята. Мястото на кацане има координати 19.13° с. ш. 33.22° з. д. в долината Арес, само на 19 km северозападно от центъра на елипсовидна площадка за кацане с площ 200 km. По време на Сол 1, първият марсиански слънчев ден изкаран от спускаемия модул на планетата, той прави снимки и метеорологични изследвания. При получване на снимките наземният екип от инженери вижда, че една от въздушните възглавници не е напълно спаднала, което може да се окаже препятствие при излизането на марсохода Соуджърнър от спускаемия модул. За да бъде разрешен проблемът, екипът праща команда към спускаемия модул да повдигне едно от венчелистчетата и да изпълни ново прибиране на въздушната възглавница. Процедурата е успешна изпълнена през Сол 2 и Соуджърнър е освободен от спускаемия модул.
Системата за навлизане, спускане и кацане на Марс Патфайндър е използвана (с малки подобрения) и при мисията Марс Експлорейшън Роувър. Също така и много от конструкцията на Соуджърнър (окачване, архитектура, навигационни алгоритми) е използвана при марсоходите на мисия Марс Експлорейшън Роувър.

## Дейност на марсохода

### Активиране на Соуджърнър
Марсохода Соуджърнър излиза от спускаемия модул на втория марсиански слънчев ден (Сол 2) от кацането на 4 юли 1997 г. През следващите дни марсоходът достига до близкоразположени скали, които учените наричат с имената на известни анимационни герой – Барнакъл Бил, Йоги и Скуби Ду. Марсоходът извършва измервания на химичните елементи открити в тези скали и в почвата докато спускаемият модул прави снимки на марсохода и заобикалящия го терен и в допълнение прави наблюдения на климата.
Соуджърнър е шест колесен марсоход с дължина 65 cm, ширина 30 cm и тегло 10,5 kg. Максималната му скорост е 1 сантиметър в секунда. Общото изминато разстояние през целия операционен живот на марсохода е не повече от 100 m, на максимално разстояние 12 m от спускаемия модул. По време на операционния си живот продължил 83 марсиански слънчеви дни Соуджърнър изпраща 550 фотографии до Земята и анализира химичните свойства на 16 местоположения в близост до спускаемия модул.

### Анализ на скални проби от Соуджърнър
Първият анализ на скали е направен на третия марсиански слънчев ден (Сол 3) върху марсианската скала „Барнакъл Бил“. Научният прибор рентгеноволъчев спектрометър за алфа частици (APXS) е използван за да се направи анализ на състава, като тази дейност е отнела на спектрометъра около 10 часа. Открити са всички главни химични елементи с изключение на водород, който съставлявал само 0,1% от теглото на скалата.
APXS облъчва скалите и почвата с алфа частици (хелийни ядра, които се състоят от 2 протона и 2 неутрона). Резултати показват, че марсианската скала Барнакъл Бил много наподобява земните андезити, което потвърждава вулканична дейност в миналото. Откриването на андезит, сочи че някои скали на Марс са претопени и преработени. На Земята андезитни скали се формират, когато магмата заседне в скални джобове докато част от магнезия и желязото се утаят. Следователно получената скала съдържа по-малко магнезий и желязо и повече силициев диоксид. Вулканичните скали обикновено се категоризират като се сравнява количеството основи (Na2O и K2O) с количеството силициев диоксид (SiO2). Андезитът е различен от скалите открити при метеоритите дошли от Марс.
Анализът направен на скалата „Йоги“ показва, че е базалтова скала, по-ранно формирана от Барнакъл Бил. Формата и структурата ѝ сочат, че най-вероятно произлиза от утайки след наводнение.
При анализа на друга скала, наименувана „Моу“, се виждат определени белези по повърхността, сочещи за действието на ерозия причинена от вятъра. Повечето анализирани скали покзват високо съдържание на силиций. В друг участък наречен „Каменна градина“ Соуджърнър заснема сърповидно оформени дюни подобни на Земните.
По времето, в което крайните резултати от мисията са описани в поредица от статии в списание „Сайънс“, се е смятало че Йоги е била облепена в слой прах, но е имала същия състав като Барнакъл Бил. Изчисленията показват, че двете скали съдържат основно минералите ортопироксен, фелдшпат, кварц и малки количества магнетит, илменит, железен сулфид и калциев фосфат.

### Бордови компютър
Вградената система на борда на Соуджърнър е базирана на 2 мегахерцовия централен процесор Intel 80C85 с 512 kB RAM и 176 kB флаш-памет на дисковото устройство. Операционната система на борда на марсохода е „VxWorks“.

## Резултати от Патфайндър
Спускаемият модул Марс Патфайндър е изпратил над 2,3 млрд. байта информация включваща 16 500 снимки и направени над 8,5 млн. измервания на атмосферното налягане, температурата и скоростта на вятъра.
С направата на много снимки на небето при различни разстояния от Слънцето, учените са били способни да определят, че размера на частиците в розовата мъгла е около 1 микрометър. Цвета на някои почви е близък до този на железния оксихидрооксид, което потвърждава теорията, за по-топъл и мокър климат в миналото.
Марс Патфайндър носи със себе си няколко магнита за да излседва магнитните компоненти в прахта. Всички магнити, с изключение на един са обвити от прахови частици. След като най-слабия магнит не е успял да привлече никакви прахови частици е заключено, че пренасяните по въздуха прахови частици не са съдържали чист магнетит или само един вид магхемит. Прахът вероятно е бил примесен с железен оксид(Fe2O3). С използването на много по-усъвършенствани научни прибори Спирит открива, че магнетитът може да обясни магнетичните свойства на праха и почвата на Марс. Магнетитът е открит в почвата на Марс, а най-магнитизираната почва е имала тъмен цвят. Магнетитът също има много тъмен цвят.
С употребата на Доплерово следене и измервания в две направления, учените добавили по-ранни измервания направени от спускаемите модули Викинг за да определят, че нехидростатичния компонент на площния инерционен момент се поражда от платото Тарсис, и че вътрешността не е течна. Централното метално ядро е с радиус между 1300 и 2000 km.

## Край на мисията
Въпреки че е предвидено мисията да продължи от седмица до 1 месец, марсоходът работи на повъхността на Марс почти 3 месеца. Комуникацията с апарата прекъсва на 7 октомври, като последното предаване на информация от Патфайндър е в 10:23 UTC на 27 септември 1997 г. Наземният екип се опитва да възстанови комуникацията с апарата в селдващите 5 месеца, но в край на сметка мисията е прекратена на 10 март 1998 г. По време на удължената мисия е направена фотостереоснимка с висока резолюция на обкръжаващия го терен докато Соуджърнър е имал за цел да посети отделчен хребет. Панорамната снимка е завършена само на 1/3 а посещението на хребета не е успешно, поради прекъсване на комуникацията.
Бордовата батерия, която е проектирана за издържи 1 месец и е била презареждана няколко пъти може би е дала дефект. Батерията е използвана за загравяне на електрониката на марсохода до малко над очакваната темепература през нощта на Марс. При поява на неизправност в батерията е възможно важни електронни компоненти на марсохода да се преохладят и това да доведе до загуба на връзка с апарата.
След кацане Марс Патфайндър е преименуван на „Паметник Карл Сейгън“ в чест на известния астроном и планетолог Карл Сейгън. Мисията е преизпълнила своите цели още през първия месец от своя операционен живот.
Орбиталният апарат Марс Риконисънс Орбитър успява да забележи Марс Патфандър през януари 1997 г. (снимката вляво).

## Наименование на марсохода
Името „Соуджърнър“ е избрано за марохода от мисия „Марс Патфайндър“ с едногодишен световен конкурс, в който ученици на възраст до 18 години са поканени да си изберат героиня и да напишат есе с нейните исторически постижения. Учениците е трябвало да покажат в есетата си как марсоход с името на тяхната героиня ще преведе тези постижения за Марсианската среда.
Инициативата стартира през март 1994 г. от Планетарното общество в сътрудничество с JPL. Конкурсът е обявен през януари 1995 г. в списание „Наука и Деца“ („Science and Children“), което се разпространява сред над 20 000 учители и училища.
Есето, което печели конкурса сред още 3 500 есета е Соуджърнър Трут. Избраното есе е на 12-годишната Валери Амброуз от Брийджпорт. Втората награда отива при Дийпти Рохатги, 18-годишен ученик от Роквил, който предложил Мария Кюри.

## Почести
- През 1997 г. екипа Соуджърнър е награден с „Наградата за техническо превъзходство на JPL“.
- На 21 октомври 1997 г. на ежегодното събрание на Геологичното общество на Америка в Солт Лейк Сити Соуджърнър е награден с почетно членство в отдел Планетарна геология на обществото.
- През 2003 година Соуджърнър е въведен в „Зала на славата на роботите“
- В научнофантастичния филм от 2000 г. „Червената планета“ екипажът на първия пилотиран полет до Марс оцелява след разбиване на космичексия им кораб на повърхността на Марс. Комуникационното им оборудване е повредено и те не могат да се свържат с главния кораб в орбита на планетата. Ако не осъществят връзка до определено време, те ще бъдат счетени за мъртви и главният космически кораб (пилотиран от единствения член на екипажа останал на борда му) ще поеме курс към Земята. Налагайки се на да мисли бързо, бедстващият екип се отправя към намиращите се наблизо останки от Марс Патфайндър, от чийто оцелели части си правят радиостанция.
- Снимки как Соуджърнър достига скалата Йоги са използвани в сериала „Стар Трек: Ентърпрайз“, първата употреба в историята на кадри от друга планета излъчени в научнофантастичен филм или телевизионен сериал.[28] „Паметник Карл Сейгън“ е включен в епизода от сериала от 2005 г. с името „Terra Prime“, в който екипажът пътува до Марс. Оградената площадка на кацане на 150-годишния марсоход има добавена плоча с надпис цитат от Карл Сейгън – „Каквато и да е причината да си на Марс, аз се радвам че си там, и ми се искаше да съм с теб“.